# Leptocerus valvatus
Leptocerus valvatus is een schietmot uit de familie Leptoceridae. De soort komt voor in het Oriëntaals en het Palearctisch gebied.